# کیلین، شهرستان آرما
کیلین (به انگلیسی: Killean) یک روستا در بریتانیا است. کیلین ۷۵ نفر جمعیت دارد.